# 北海道開発局談合事件
北海道開発局談合事件（ほっかいどうかいはつきょくだんごうじけん）とは国土交通省北海道開発局を巡る官製談合事件。

## 概要
2006年から2007年まで北海道開発局農業水産部発注の計4件のかんがい排水事業について、2005年から2007年まで北海道開発局石狩川開発建設部発注の計4件の石狩川の改修工事について、北海道開発局の農業水産部と石狩川開発建設部がそれぞれあらかじめ落札業者を選定して受注業者の調整をして、高値で落札させる官製談合が行われた。
これらの事件は2008年に発覚し、農業部門談合事件と河川部門談合事件が立件された。農業部門談合事件は北海道開発局現元職員7人が、河川部門談合事件は北海道開発局現元職員6人がそれぞれ逮捕・起訴された。特に河川部門談合事件では元国土交通省北海道局長も逮捕・起訴されたことでも注目を集めた。
河川部門談合事件の中心人物である石狩川開発建設部長と石狩川開発建設部次長に懲役1年6月執行猶予3年（求刑・懲役1年6月）の有罪判決が言い渡された。元国土交通省北海道局長には懲役1年2月執行猶予3年（求刑・懲役1年6月）の有罪判決が言い渡された。他3人については懲役1年2月執行猶予3年から懲役10月執行猶予3年の有罪判決がそれぞれ言い渡され確定した。
農業部門談合事件では農業水産部長と農業設計課長に懲役1年6月執行猶予3年（求刑・懲役1年6月）、農業調査課長が懲役1年2月執行猶予3年（同・懲役1年2月）、北海道開発局OBの建設会社幹部4人に罰金100万円がそれぞれ言い渡され確定した。
また、起訴されなかった職員についても、公訴時効が成立していたが事件への関与が認定された札幌開発建設部次長が停職12ヶ月、農業部門担当幹部など9人が減給となった。